# MusicBee
MusicBee es un administrador y reproductor de música freeware para Microsoft Windows.

## Características
Utiliza la librería de audio BASS y el entorno XULRunner de Mozilla para la navegación web.
Entre sus características destaca la conversión entre formatos, extracción de música de CDs (Ripear), interfaz y atajos de teclado personalizables, soporte para WASAPI y ASIO, ReplayGain (mismo volumen en todas las canciones), integración con Last.fm y MiniLyrics, generador de listas inteligentes automáticas, reproducción de podcasts y emisoras de radio online, y soporte para plugins de entrada de Winamp además de plugins propios.
Otra de las funciones destacadas es la organización de archivos, con posibilidad de descargar automáticamente de internet las etiquetas, carátulas y metadatos de los archivos, además de poder modificar manualmente las etiquetas de forma masiva.

### Formatos de archivo admitidos
Soporta los formatos de archivo MP3, AAC, M4A, MPC, Ogg, FLAC, ALAC, APE, Opus, TAK, WavPack, WMA, WAV, MIDI, MOD, UMX, XM.